# Rise Like a Phoenix
«Rise Like a Phoenix» —en español: «Resurgir como un fénix»— es un sencillo de la cantante austriaca Conchita Wurst con el que ganó el 59 Festival de la Canción de Eurovisión.

## La canción
Se trata de una balada de tipo clásico, con instrumentación orquestal, que por su tono dramático recuerda a canciones ya clásicas de la saga cinematográfica de James Bond como "Goldfinger" y "Diamonds are Forever" (las cuales cantó Shirley Bassey), "GoldenEye" (interpretada por Tina Turner) o, más recientemente, "Skyfall" (interpretada por Adele). Conchita Wurst canta con técnica correcta y potencia vocal, en línea con las citadas divas, lo cual contribuyó a su éxito más allá de su imagen. La letra habla en primera persona de auto-reivindicación identitaria y superación ("Resurjo como un fénix, desde las cenizas, buscando en lugar de venganza, justo castigo") frente a los ataques de intolerancia ("me arrojaste pero, voy a volar").
El tema fue publicado en marzo de 2014, después de que la televisión pública de Austria eligiese internamente a Conchita Wurst como su representante en el concurso europeo. A pesar de algunas críticas dentro de su propio país, y otras llegadas especialmente de países del este como Bielorrusia o Rusia, motivadas por el personaje de Conchita, tras su actuación en la semifinal del 8 de mayo subió al segundo puesto en las casas de apuestas y contó con el apoyo unánime de la prensa acreditada. Finalmente consiguió la victoria en el certamen, premio dedicado por Conchita a la tolerancia y diversidad, haciendo mención a Putin posteriormente.

## Lista de canciones
| Sencillo en CD |                                      |          |  |
| N.º            | Título                               | Duración |  |
| 1.             | «Rise Like a Phoenix»                | 3:03     |  |
| 2.             | «Rise Like a Phoenix» (Instrumental) | 3:01     |  |

## Listas de ventas

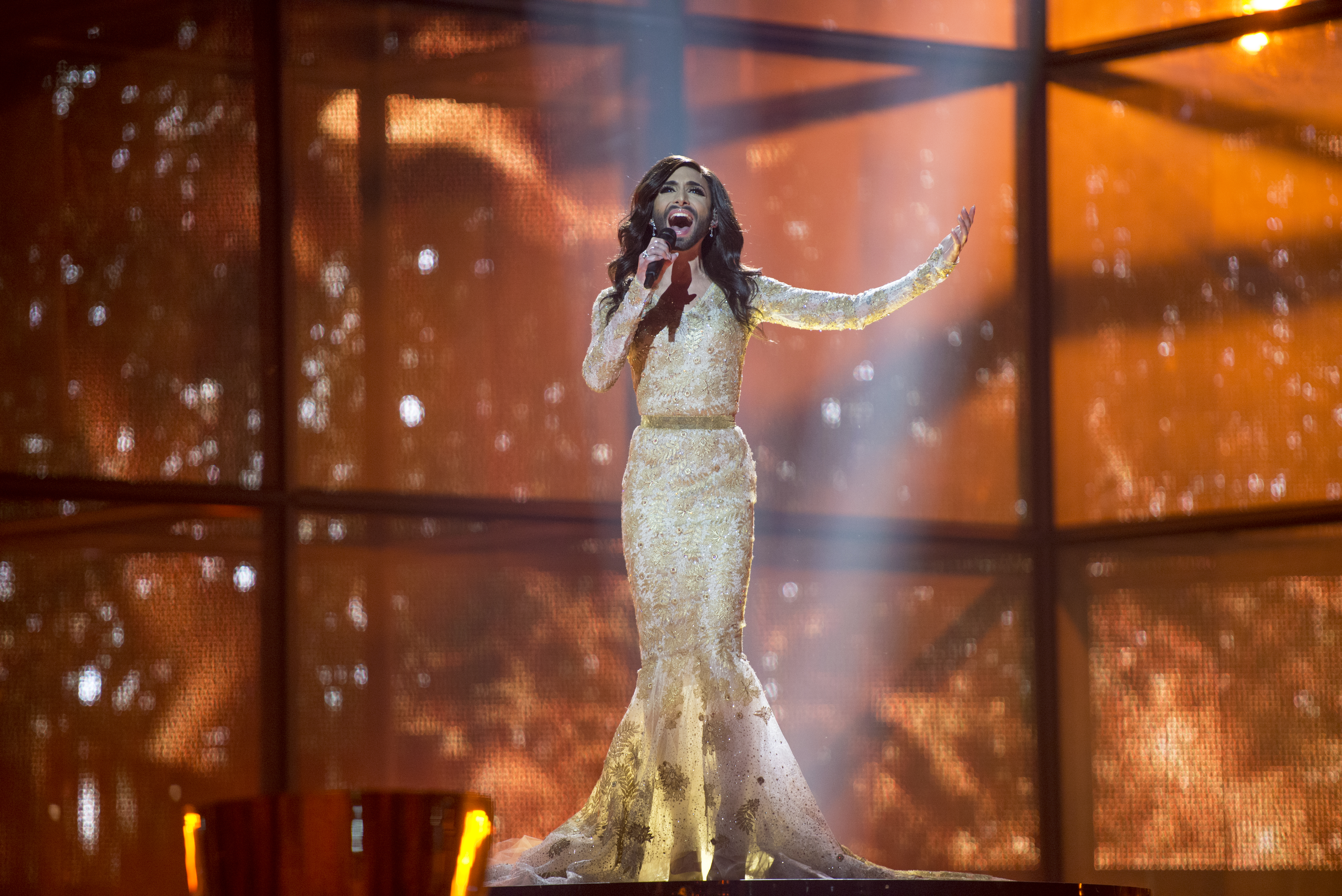
Conchita interpretando "Rise like a Phoenix" en Eurovisión 2014.

| País         | Lista (2014)                  | Posición |
| ------------ | ----------------------------- | -------- |
| Alemania     | Media Control AG              | 5        |
| Austria      | Ö3 Austria Top 40             | 1        |
| Bélgica      | Ultratop 50 flamenca          | 8        |
| Bélgica      | Ultratop 50 valona            | 19       |
| Dinamarca    | Tracklisten                   | 6        |
| Escocia      | Scottish Singles Top 40       | 18       |
| España       | PROMUSICAE                    | 8        |
| Finlandia    | Suomen virallinen latauslista | 2        |
| Francia      | SNEP Charts                   | 39       |
| Hungría      | Single Top 40                 | 9        |
| Irlanda      | Irish Singles Chart           | 10       |
| Países Bajos | Mega Single Top 100           | 3        |
| Reino Unido  | UK Indie Chart                | 1        |
| Reino Unido  | UK Singles Chart              | 17       |
| Suecia       | Sverigetopplistan             | 27       |
| Suiza        | Schweizer Hitparade           | 2        |